# Xã Montrose, Quận McCook, Nam Dakota
Xã Montrose (tiếng Anh: Montrose Township) là một xã thuộc quận McCook, tiểu bang Nam Dakota, Hoa Kỳ. Năm 2010, dân số của xã này là 195 người.